# Bernardo Cerezo
Bernardo Humberto Cerezo Rojas (Taltal, 21 gennaio 1995) è un calciatore cileno, difensore del Santiago Wanderers in prestito dall'Universidad de Chile.

## Carriera
Nel 2015 ha partecipato con la Nazionale Under-20 cilena al Campionato Sudamericano di categoria, disputando 4 partite.

## Caratteristiche tecniche
È un difensore centrale.

## Palmarès
- Campionato cileno: 1

Universidad de Chile: 2012 (A)
- Coppa del Cile: 1

Universidad de Chile: 2012-2013